# Commandant Filleau
Le Commandant Filleau est un bateau-pompe qui servit au Port autonome de Bordeaux de 1952 à 2005.

Il a pris le nom d'un chef de corps des sapeurs-pompiers de Bordeaux mort au feu en 1845.

## Histoire
En 1949, deux bateaux-pompes sont commandés par le Ministère de la France d'Outre-Mer pour servir en Indochine et assurer les navires français dans le golfe du Tonkin. Cette affectation sera annulée à cause de l'évolution du conflit.
L'un rejoint le Bataillon de marins-pompiers de Marseille en prenant le nom de Pythéas.
L'autre est acquis par la ville de Bordeaux et entre en service en 1952 sous le nom de Commandant Filleau.
En 1985, il heurte un haut fond et coule par le bris d'une des quilles créant une voie d'eau. Renfloué, il est remis en état et bénéficie à cette occasion aussi d'une modernisation. 
Les équipements anti-incendies portuaires se modernisant, le Commandant Filleau est retiré du service en 2005.
Racheté par un passionné, lui évitant sa destruction, il est transféré vers le cours de la Seine. Il est basé à Conflans-Sainte-Honorine.
Il a assuré une présence active à l'Armada 2013 de Rouen.

## Caractéristiques techniques
- 2 pompes de 1 000 m3/h à 6 bars (ou 546 m3/h à 12 bars).
- 3 canons à eau (dont un sur tourelle et un canon mixte eau/mousse)
- 1 citerne de 3 000 litres (liquide émulseur)